# میمون مونای گرگی
میمون مونای گرگی (نام علمی: Cercopithecus wolfi) نام یک گونه از زیرخانواده دم‌درازیان است.